# Loveman's (Chattanooga)
Loveman's is een voormalige warenhuisketen uit Chattanooga, Tennessee met vestigingen in Oost-Tennessee en Noord-Georgia. Familieleden van de oprichter van de keten richtten Loveman's of Alabama en Loveman's  in Nashville, Tennessee op.

## Geschiedenis
In 1875 kwamen David Bernard Loveman en zijn broer Herman Herschel Loveman vanuit Atlanta, Georgia naar Chattanooga en richtten D.B. Loveman and Bro. op, een bedrijf voor gebruiksgoederen. In 1877 trad Ismar Noa toe tot het bedrijf en het werd D.B. Loveman & Company. In 1884 kochten ze onroerend goed in de zuidoostelijke hoek van Eighth Street en Market Street, in wat werd beschreven als "de belangrijkste enkele onroerendgoedtransactie die tot dan toe had plaatsgevonden" in Chattanooga. In 1855 begon de bouw van het eerste warenhuis van de stad. Het zou het grootste warenhuis van Chattanooga worden voor meer dan 100 jaar.
Op 26 december 1891 werd het gebouw door brand verwoest en het bedrijf leed hier zwaar onder. David gaf aan bankroet te zijn, maar de zaken draaide desondanks door. Uiteindelijk kwam het bedrijf er weer bovenop en groeide weer. In 1917 had het 300 mensen in dienst. Naast de vlaggenschipwinkel in het centrum van Chattanooga, breidde Loveman's zich uit naar Oak Ridge, Tennessee en een aantal winkels in de voorsteden in Chattanooga, waaronder in East Ridge, Tennessee. Loveman's opende in 1965 een winkel op in Eastgate Mall. In de vroege jaren 1970 vestigde Loveman's zich in de voormalige JC Penney-winkel in het Highland Plaza.-winkelcentrum. In 1980 was Loveman's een van de oorspronkelijke ankerwinkels in het Walnut Square Mall-winkelcentrum in Dalton, Georgia. De laatste uitbreiding van het filialennet van Loveman's was als ankerwinkel in het Hamilton Place Mall-winkelcentrum in 1987.
In 1988 werd de keten, die aanzienlijke schulden had opgebouwd, gekocht door Proffitt's, dat op zijn beurt in 2005 werd overgenomen door Belk. Vanaf 2001 werd de vlaggenschipwinkel in de binnenstad omgebouwd voor gemengd gebruik, met luxe appartementen op de bovenste verdiepingen, ontwikkeld door RiverCity Company. In augustus 2008 werd de 2.900 m² grootte tweede verdieping op een veiling gekocht door de Maclellan Foundation voor $ 1,4 miljoen. Cohutta Banking Co. uit Tennessee heeft in de herfst van 2008 1.400 m² op de begane grond van het gebouw in gebruik genomen.